# Штрандман, Отто (скульптор)
Отто Штрандман (швед. Otto Strandman; 26 декабря 1871, приход Кафедрального собора Гётеборга — 26 июля 1960, Хедвиг-Элеонора, Стокгольм) — шведский скульптор

## Биография
Родился в 1871 году в Гётеборге. Окончил школу Ремесленной ассоциации в Гётеборге и Академию художеств в Стокгольме (1895), после чего совершил образовательное путешествие по Европе (Германия, Италия, Франция). Затем вернулся в Стокгольм, где с 1907 года преподавал в Королевском технологическом институте. В 1914 году в Стокгольме с успехом прошла его персональная выставка; в следующем году Штрандман был избран действительным членом (академиком) шведской Академии художеств.
Вероятно, самой известной работой Штрандмана является фонтан «Ласка» (швед. Vesslan) в Стокгольме, изображающий обнажённого юношу, который внезапно замечает ласку (животное семейства куньих) под скалой или камнем, и, встав на одно колено и наклонившись вперёд, пытается рассмотреть. В высшей степени неординарный сюжет скульптуры в сочетании с хорошей лепкой фигуры и величественным, несмотря на камерные размеры, постаментом в стиле северного модерна, обрамлённом необработанными валунами, сделала фонтан популярной достопримечательностью города.
Среди других работ Штрандмана можно отметить ряд бюстов: короля-полководца Густава II Адольфа (установлен в 1924 году в Умео), короля Оскара I и его супруги, королевы Жозефины. Им была создана также бронзовая статуя «Диана с ланью», установленная в одном из парков Стокгольма. Эта фигура отличается подчёркнутым миролюбием композиции. Диана не охотится на лань (и, таким образом, скульптор отказывается от привычной иконографии Дианы-охотницы, а вместо этого ласкает и кормит её. Наконец, статуя «Художественная критика», представляющая собой аллегорическую фигуру обнажённой девушки, необычна не своим скульптурным решением, а, скорее, своим сюжетом (эта скульптура установлена в Мальмё).
Помимо занятия скульптурой, Штрандман разрабатывал дизайн украшений, светильников, зеркал, столовой посуды. Он также писал маслом и акварелью портреты, натюрморты и пейзажи.
Скончался в Стокгольме в приходе (административная единица, аналог квартала) церкви Хедвиги Элеоноры, похоронен в окрестностях Стокгольма на Северном кладбище.

## Галерея

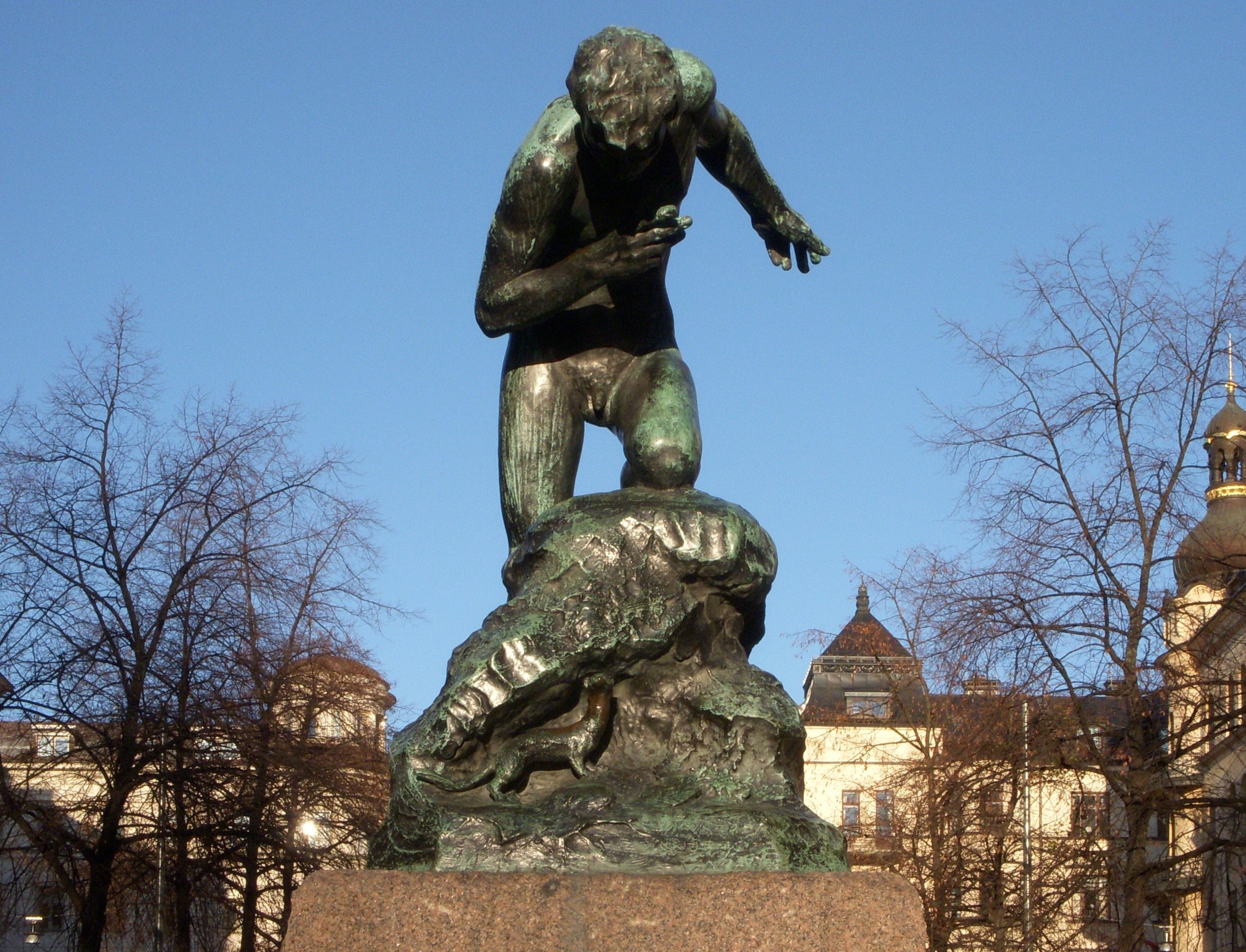
Фонтан «Ласка» в Стокгольме
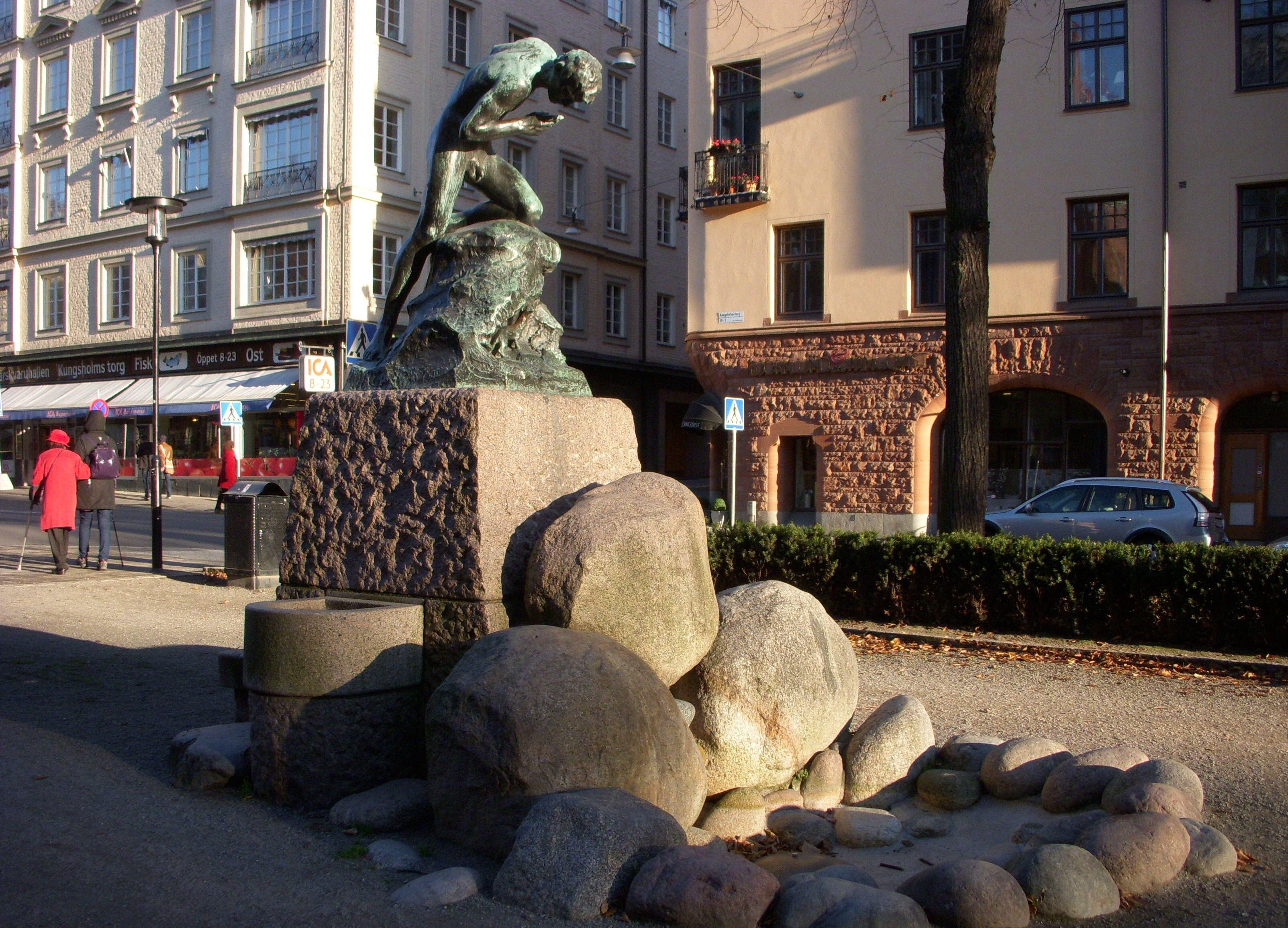
Фонтан «Ласка», общий вид
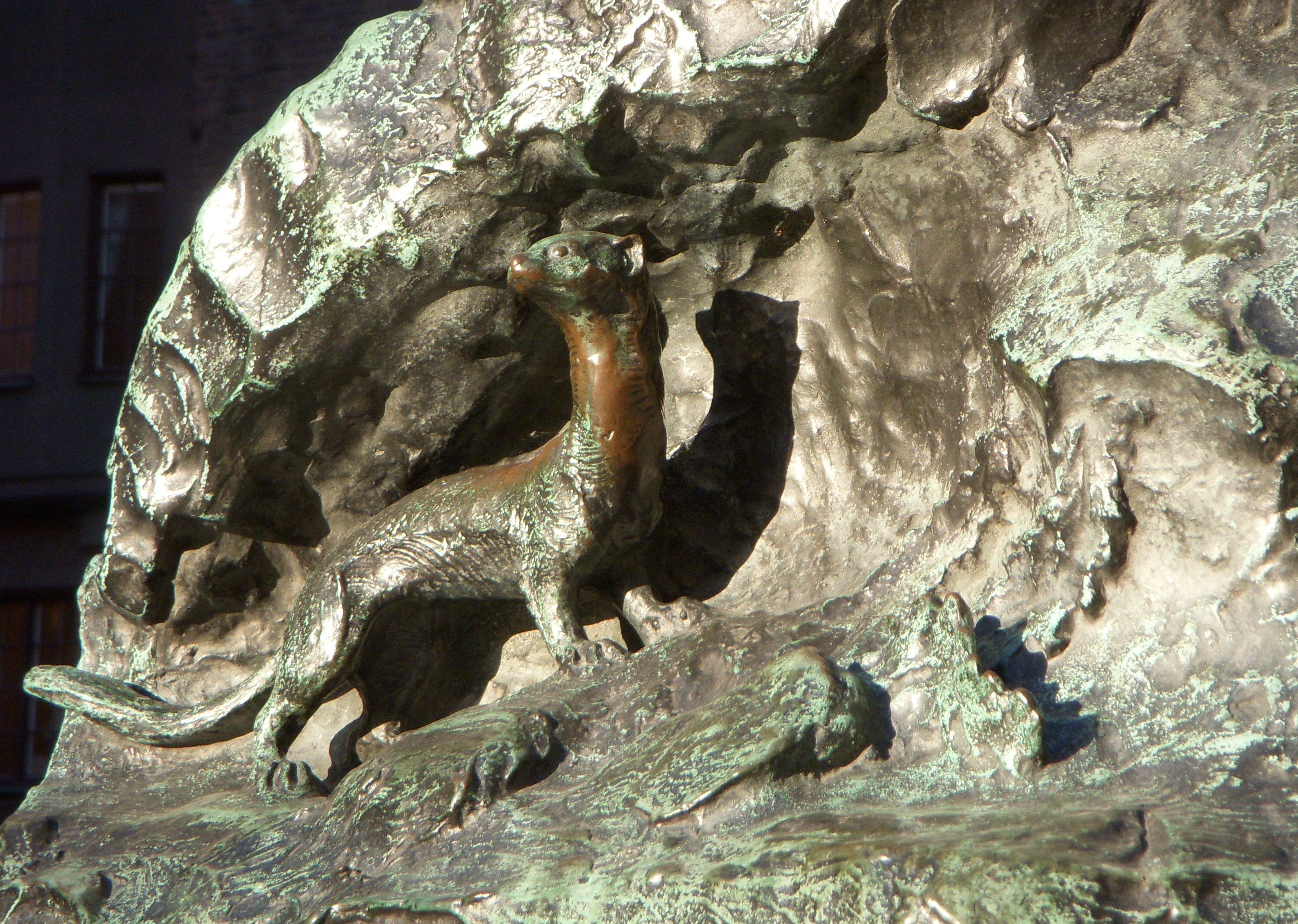
Фонтан «Ласка», фигура ласки
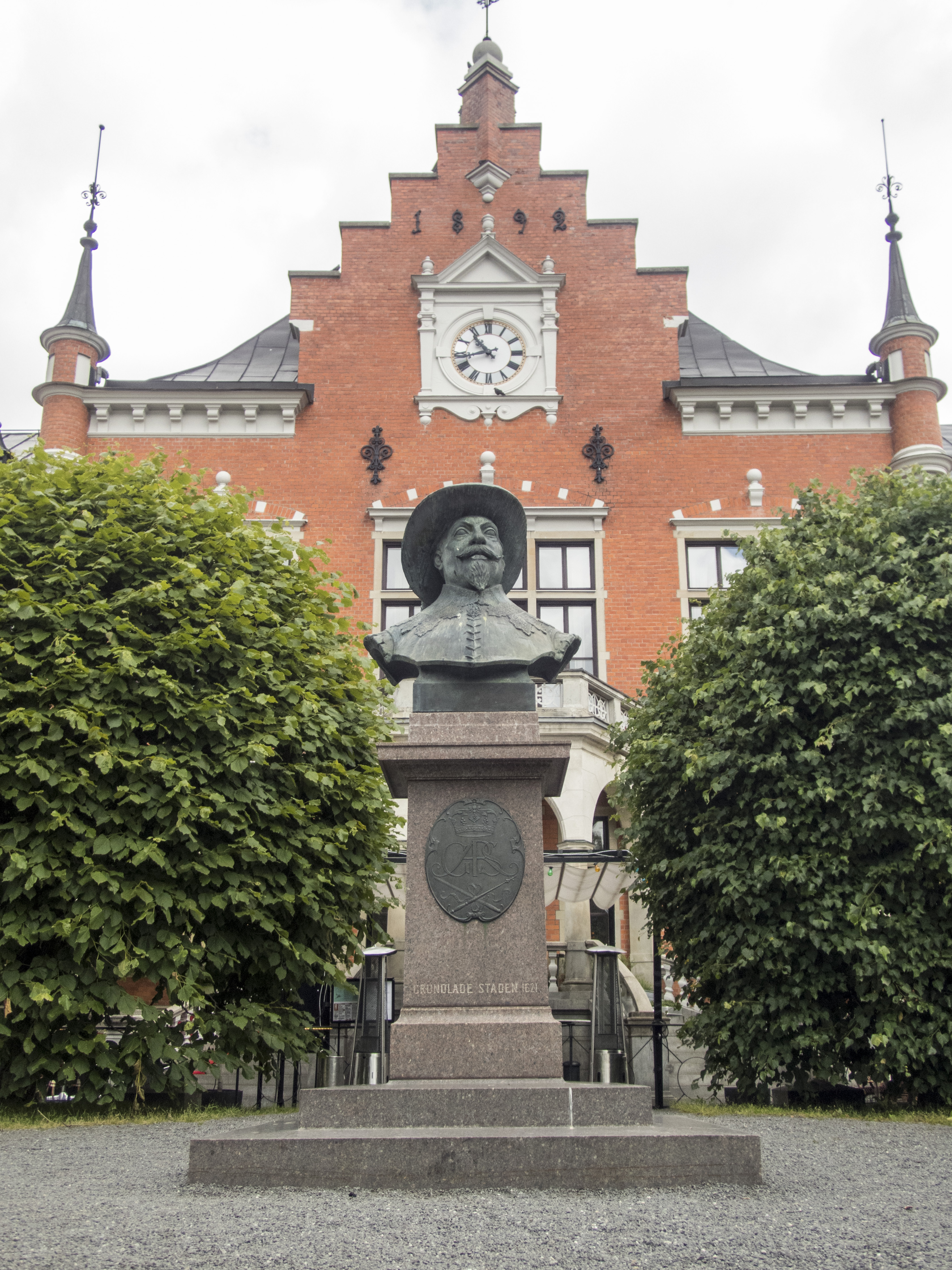
Бюст короля Густава II Адольфа в Умео
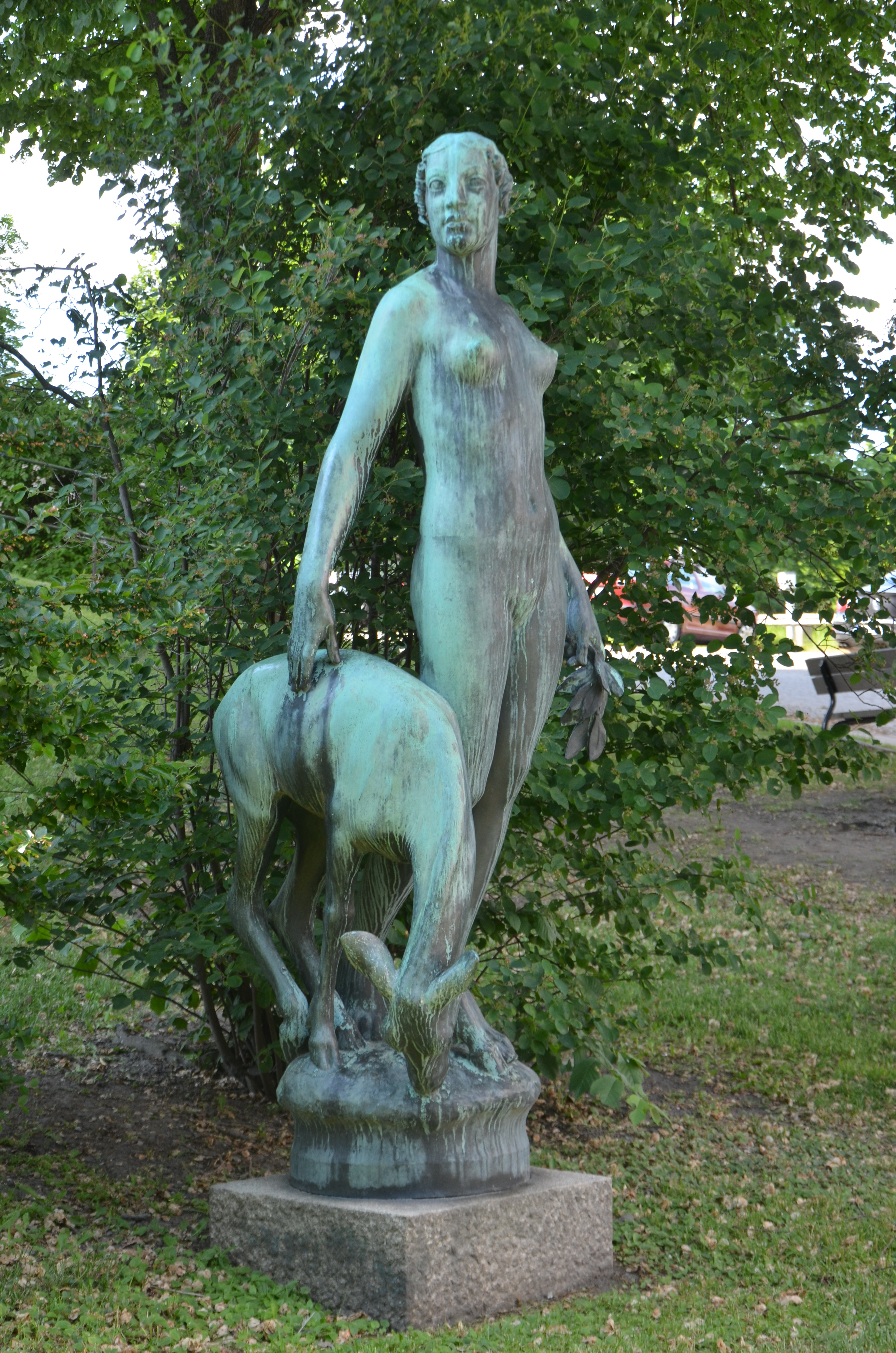
Скульптура  «Диана с ланью» в Стокгольме
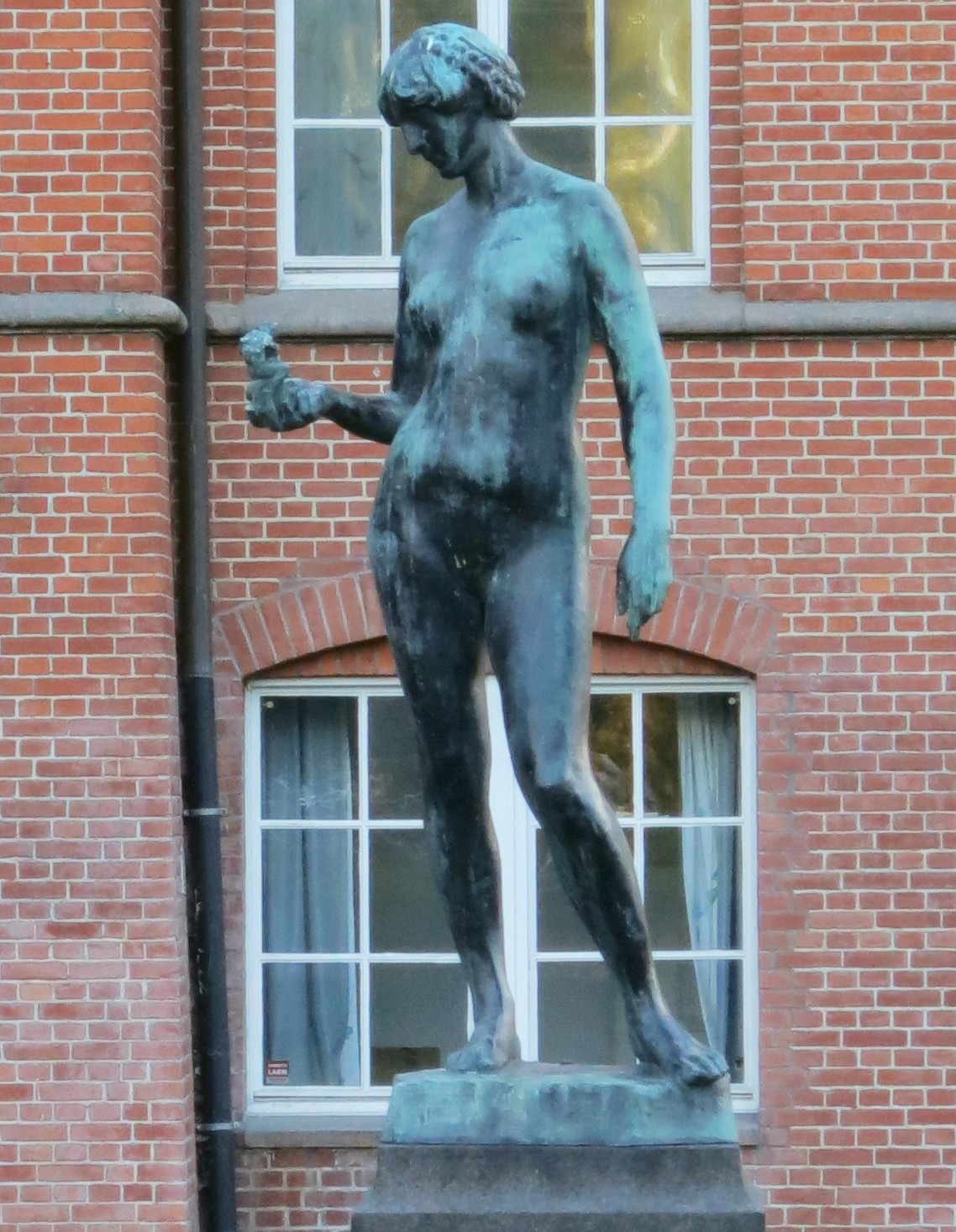
Скульптура «Художественная критика» («Аллегория Художественной Критики») в «Мальмё»